# 임희숙
임희숙(한국 한자: 任喜淑, 1950년 6월 29일 ~ )은 서울특별시에서 태어난 대한민국의 가수이자 종교는 개신교이다.

## 학력
- 한양대학교 연극영화학과 (졸업)

## 생애
- 1950년에 서울에서 태어났다.
- 영화제작자 전옥숙 딸이다.
- 한양대학교 연극영화학과를 졸업했다.
- 덕성여고 2학년 때인 1966년 ‘외로운 산장’으로 데뷔했다.[1]
- 이후 1969년 노래 '그사람 떠나고'로 가요계에 정식으로 데뷔했다.
- ‘내 하나의 사람은 가고’, ‘진정 난 몰랐네’, ‘사랑의 굴레’, ‘잊혀진 여자’, ‘상처’, ‘한동안 뜸했었지’ 등 수많은 곡들을 히트시켰다.
- 감정 전달과 탁월한 곡 해석 능력으로 소울계의 대모로 불렸다.